# Bodilis
 Bodilis  (en bretón Bodiliz) es una población y comuna francesa, situada en la región de Bretaña, departamento de Finisterre, en el distrito de Morlaix y cantón de Landivisiau.

## Demografía
| 1114 | 1035 | 1076 | 1209 | 1222 | 1302 |
| Para los censos de 1962 a 1999 la población legal corresponde a la población sin duplicidades (Fuente: INSEE [Consultar]) |      |      |      |      |      |

## Lugares y monumentos
- Recinto parroquial de la iglesia Notre-Dame. Comenzado en el siglo XVI y continuado durante el siglo XVII, el recinto cuenta hoy en día con la iglesia, un crucero simple y el muro que delimita el recinto ocupado por el cementerio.[3] El espléndido porche sur data de 1601 y cuenta con una galería de estatuas de los Apóstoles, algo común a otras iglesias de la región de Léon. El osario desapareció en el siglo XIX.

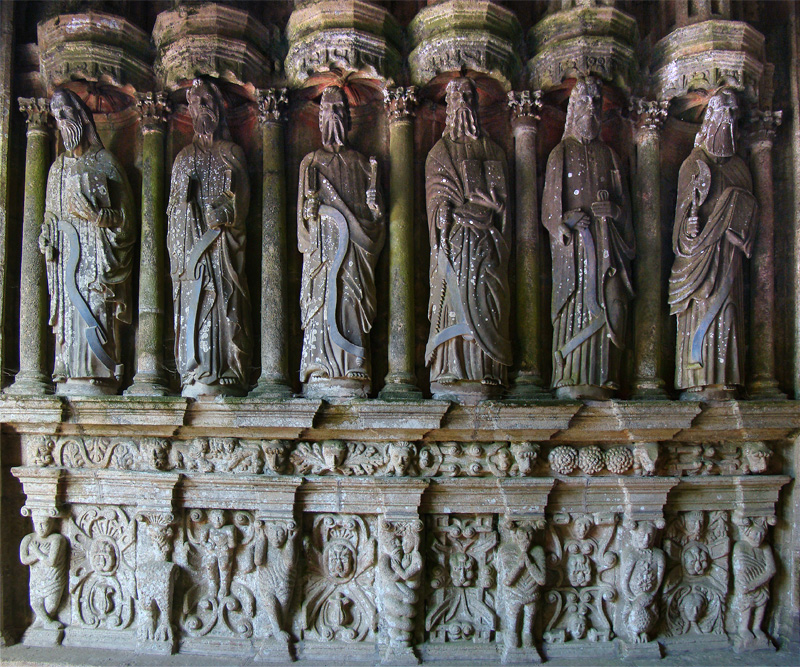
Estatuas de los Apóstoles del porche de la iglesia Notre-Dame
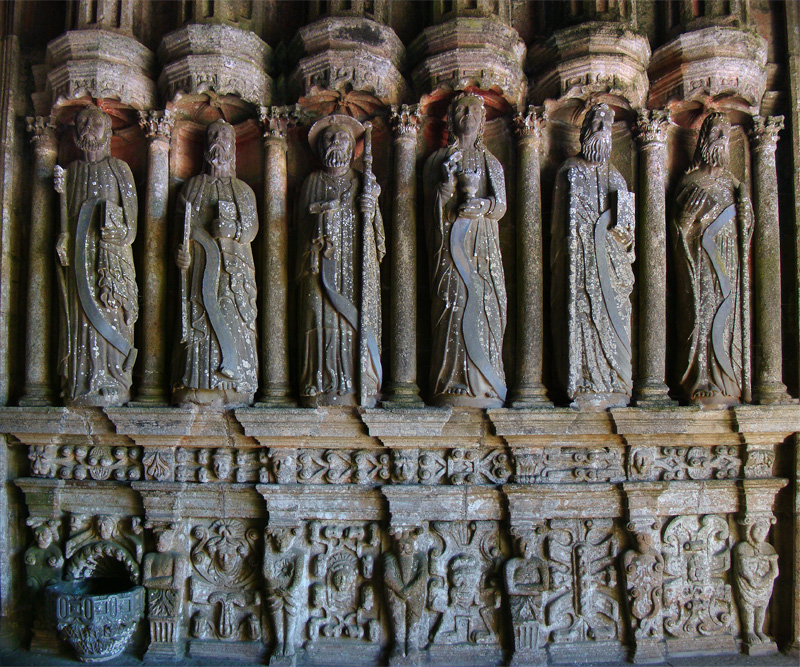
Estatuas de los Apóstoles del porche de la iglesia Notre-Dame
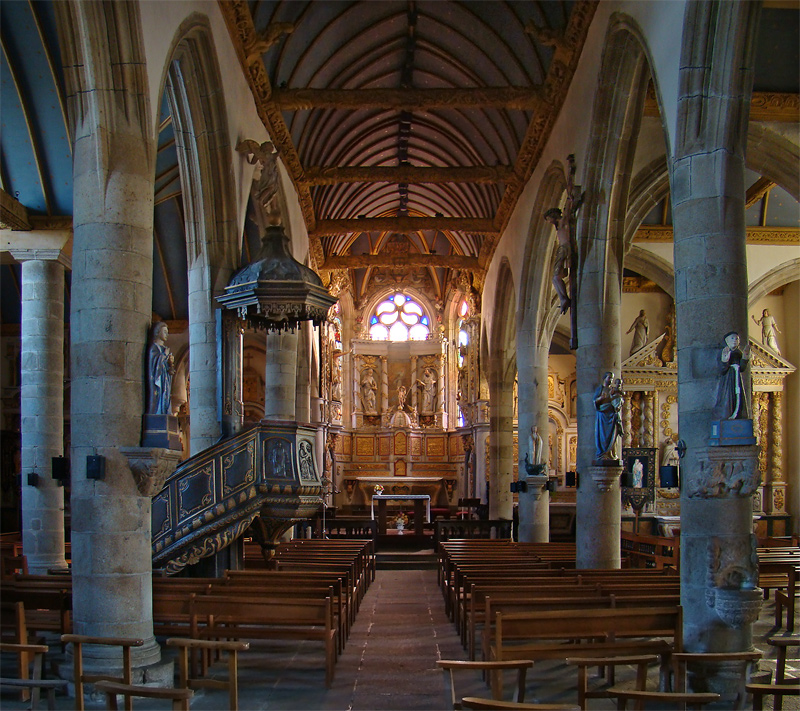
Nave y coro de la iglesia Notre-Dame
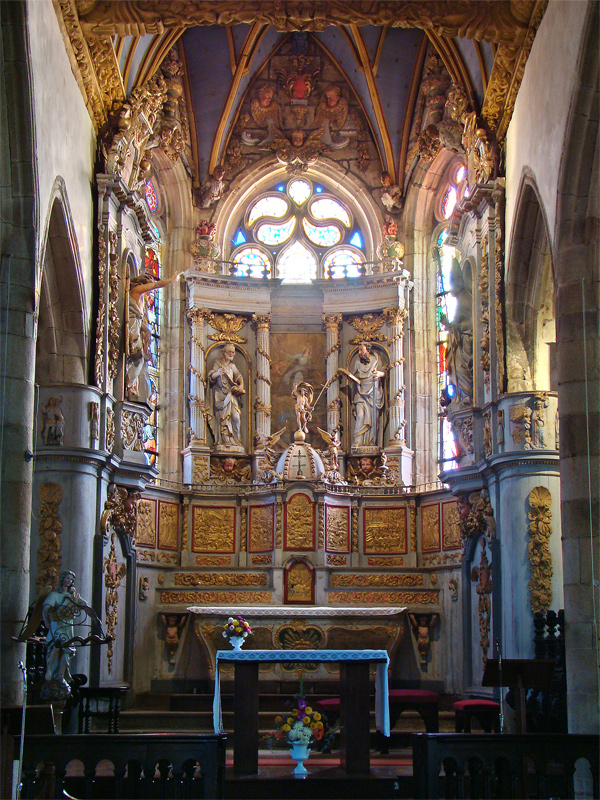
Altar mayor de la iglesia